# Rhyacophila antiope
Rhyacophila antiope är en nattsländeart som beskrevs av Malicky 1997. Rhyacophila antiope ingår i släktet Rhyacophila och familjen rovnattsländor. Inga underarter finns listade i Catalogue of Life.